# Chuvisca
Chuvisca é um município brasileiro do estado do Rio Grande do Sul. O município foi criado em 28 de dezembro de 1995, através da Lei Estadual nº 10.637 e instalado no dia 1º de janeiro de 1997, tendo como município de origem Camaquã.
A economia está baseada na pecuária e agricultura, principalmente de fumo.

## História
O povoamento do local começou no século XIX e se intensificou com a chegada dos primeiros colonizadores. Pomeranos, poloneses, portugueses, alemães e africanos formaram a população local.
A atual área urbana de Chuvisca era no começo do século uma espécie de paradouro dos carroceiros, meio caminho entre Dom Feliciano e Camaquã. O povoado era passagem obrigatória dos colonos para o escoamento dos produtos cultivados. Os carroceiros se utilizavam de um galpão para se protegerem dos típicos “chuvisqueiros”, comuns, assim como a neblina, na região serrana. Por algum tempo, o local era chamado de Chuvisco ou Chuvisca. O topônimo “Chuvisca”, foi registrado em 1954 por Afonso Tworkowski, por ocasião da inauguração do altar da Capela de São José naquele ano.
Houve uma primeira tentativa de emancipar o lugar em 1991, sendo rejeitada. A segunda, em 1995, teve sucesso.

## Geografia
Localiza-se a uma latitude 30º45'27" sul e a uma longitude 51º58'40" oeste, estando a uma altitude de 219 metros. Sua população estimada em 2004 era de 4.600 habitantes. Possui uma área de 214,24 km² e faz parte da bacia hidrográfica do rio Camaquã. A cidade foi emancipada de Camaquã, maior cidade da região.